# Cirilo Lucaris
Cirilo Lucaris (em grego: Κύριλλος Λούκαρις; 13 de novembro de 1572 – 27 de junho de 1638), nascido Constantino Lucaris, foi um prelado grego nascido em Heraclião, que na época ficava no Reino de Cândia, um dos territórios da República de Veneza. Mais tarde, Cirilo foi patriarca grego ortodoxo de Alexandria, com o título de Cirilo III de Alexandria, e patriarca ecumênico de Constantinopla, com o título de Cirilo I de Constantinopla. Lucaris lutou para reformar a Igreja Ortodoxa seguindo linhas protestantes e calvinistas. As tentativas de incorporar teses calvinistas na ortodoxia foram rejeitadas e as ações e motivações de Cirilo permanecem motivo de debate entre os ortodoxos.
O Codex Alexandrinus, um dos quatro grandes códices unciais da Bíblia, foi descoberto e comprado por Lucaris em Alexandria.

## História
Cirilo nasceu em Cândia (Heraclião), na ilha de Creta, em 13 de novembro de 1572, quando a ilha, conhecida como Reino de Cândia, era parte do império ultramar da República de Veneza. Em sua juventude, viajou pela Europa e estudou em Veneza, na Universidade de Pádua, em Wittenberg e em Genebra, onde acabou sendo influenciado por teses calvinistas e reformistas. Por conta disto, acabou desenvolvendo uma grande antipatia em relação ao catolicismo romano.
Apesar da data exata ser desconhecida, Lucaris foi ordenado em Istambul (Constantinopla). Em 1596, Lucaris foi enviado para a Comunidade Polaco-Lituana por Melécio I Pegas, patriarca de Alexandria, para liderar a oposição ortodoxa à União de Brest-Litovsk, que propunha a união de Kiev com Roma. Por seis anos, Lucaris serviu como professor da academia ortodoxa em Vilnius (atualmente na Lituânia). Em 1601, Lucaris foi instalado como patriarca de Alexandria com apenas 29 anos de idade e permaneceu na função pelos vinte anos seguintes, até sua eleição para a sé de Constantinopla. Durante estes anos, Lucaris adotou uma teologia fortemente influenciada pela doutrina da Reforma Protestante. Em 6 de setembro, ele escreveu uma carta a Marco Antonio de Dominis, um ex-arcebispo católico, nos seguintes termos:
| “ | Houve uma época na qual estávamos enfeitiçados, antes de entendermos a mais pura palavra de Deus; e embora não nos comuniquemos com o pontífice romano ... abominávamos a doutrina das Igrejas Reformadas, como adversárias da Fé, sem saber verdadeiramente o que é que abominávamos. Mas quando foi do agrado do misericordioso Deus nos iluminar e nos fazer perceber nosso antigo erro, começamos a considerar qual nossa futura posição deverá ser. E como o papel de um cidadão de bem, em caso de qualquer dissensão, é defender a causa mais justa, eu acredito ainda mais ser o dever de um bom cristão não dissimular seus sentimentos em assuntos pertinentes à salvação, mas sim abraçar sem reservas o lado que está mais em acordo com a palavra de Deus. O que eu fiz então? Tendo obtido, através da bondade de meus amigos, alguns escritos de teólogos evangélicos, livros que não apenas não haviam sido vistos no oriente, mas, por causa da influência das censuras de Roma, a existência não era sequer ouvida, eu então invoquei sinceramente a ajuda do Espírito Santo e, por três anos, comparei as doutrinas das igrejas grega e latina com a das reformadas... Deixando os Padres, eu assumi como meu único guia as Escrituras e a Analogia da Fé. Depois de um tempo, tendo sido convencido através da graça de Deus de que a causa dos reformistas era a mais correta e mais em acordo com o a doutrina de Cristo, eu a abracei. | ” |
|   | — Cirilo Lucaris. |   |

Por conta da opressão otomana combinada com o proselitismo da fé católica pelos missionários jesuítas, havia uma falta de escolas que ensinassem a fé ortodoxa e a língua grega. Escolas católicas foram criadas e igrejas católicas foram construídas ao lado de igrejas ortodoxas e, como sacerdotes ortodoxos estavam em falta, algo deveria ser feito. O primeiro ato de Cirilo foi fundar um seminário teológico em Monte Atos, conhecido como Athoniada.
Cirilo patrocinou Máximo de Galípoli na produção da primeira tradução do Novo Testamento em grego moderno.

## Calvinismo
O objetivo de Cirilo era reformar a Igreja Ortodoxa em linhas calvinistas e, com este objetivo, ele enviou muitos jovens teólogos gregos para universidades na Suíça, no norte da Holanda e na Inglaterra.   em 1642, no Sínodo de Iași, e finalmente em 1672, com a convocação por Dositeu, patriarca de Jerusalém, do Sínodo de Jerusalém.

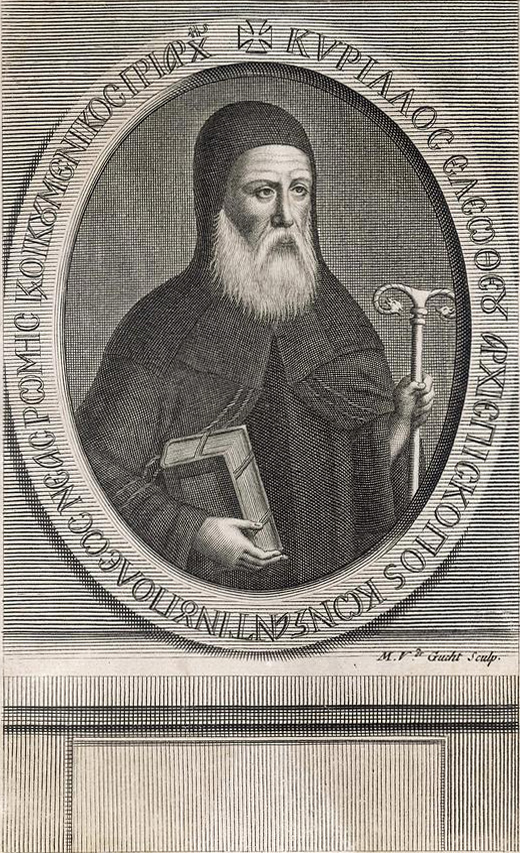
Gravura de Cirilo

Em 1629, em Genebra, a "Confissão Oriental da Fé Cristã" ("Confessio") foi publicada em latim contendo a doutrina calvinista e foi atribuída a Cirilo. A obra apareceu em duas edições latinas, quatro francesas, uma alemã e uma inglesa. Em 1633, foi publicada em grego. O Sínodo de Constantinopla em 1638 anatemizou tanto Cirilo quanto a "Confissão", o que foi repetido em 1642 no Sínodo de Jassy. No Sínodo de Jerusalém, convocado por Dositeu, patriarca de Jerusalém em 1672, para tratar especialmente do caso de Cirilo, ele foi absolvido sob o argumento de que testificando que o Sínodo de Constantinopla o anatemizou Cirilo não porque os bispos acreditassem que ele era o autor da "Confissão" e sim porque ele não escreveu uma refutação à obra que lhe era atribuída. Porém, estudiosos ocidentais continuam a insistir no calvinismo de Cirilo, referindo não apenas à "Confissão", mas também à sua extensa correspondência com estudiosos protestantes (especialmente as cartas de 1618-1620 com Velgemu).
O historiador e bispo ortodoxo Arseny (Bryantsev) disputa a autenticidade desta correspondência e faz referência às cinquenta cartas de Cirilo ao czar Miguel I da Rússia e ao patriarca Filareto de Moscou, preservadas no arquivo do Ministério de Assuntos Externos, e também sua carta de 1622, na qual ele chama o protestantismo de "doutrina blasfema", como evidências do comprometimento de Cirilo com a ortodoxia.

## Política e morte
Lucaris foi deposto e banido temporariamente várias vezes por instigação de seus adversários ortodoxos e dos embaixadores católicos do Reino da França e do Reino da Áustria. Em paralelo, recebeu o apoio de embaixadores de países protestantes, como os da República Holandesa e do Reino da Inglaterra. Finalmente, quando o sultão otomano Murade IV estava prestes a partir para a guerra contra a Pérsia, o patriarca foi acusado de planejar uma revolta entre os cossacos e, para evitar problemas durante sua ausência, o sultão ordenou que ele fosse estrangulado pelos janízaros em 27 de junho de 1638 a bordo de um navio no Bósforo. Seu corpo foi atirado no mar, mas foi recuperado e enterrado por amigos num local distante da capital; ele só foi levado para Istambul muitos anos depois.
Lucaris foi reconhecido como santo e mártir logo depois de sua morte e Santo Eugênio de Aitólia compilou um akolouthia ("serviço religioso") para celebrar sua memória. A glorificação oficial como hieromártir ocorreu por decisão do Santo Sínodo do Patriarcado de Alexandria em 6 de outubro de 2009.

## Biblioteca
Cirilo também era particularmente favorável à Igreja da Inglaterra e se correspondia com o arcebispo de Cantuária. Foi nesta época que Metrófanes Kritopoulos, que mais tarde seria patriarca de Alexandria (r. 1636-1639), foi enviado para a Inglaterra para estudar. Tanto Lucaris quanto Kritopoulos eram amantes de livros e manuscritos e muitos dos itens nas coleções deles fazem parte atualmente da Biblioteca Patriarcal.

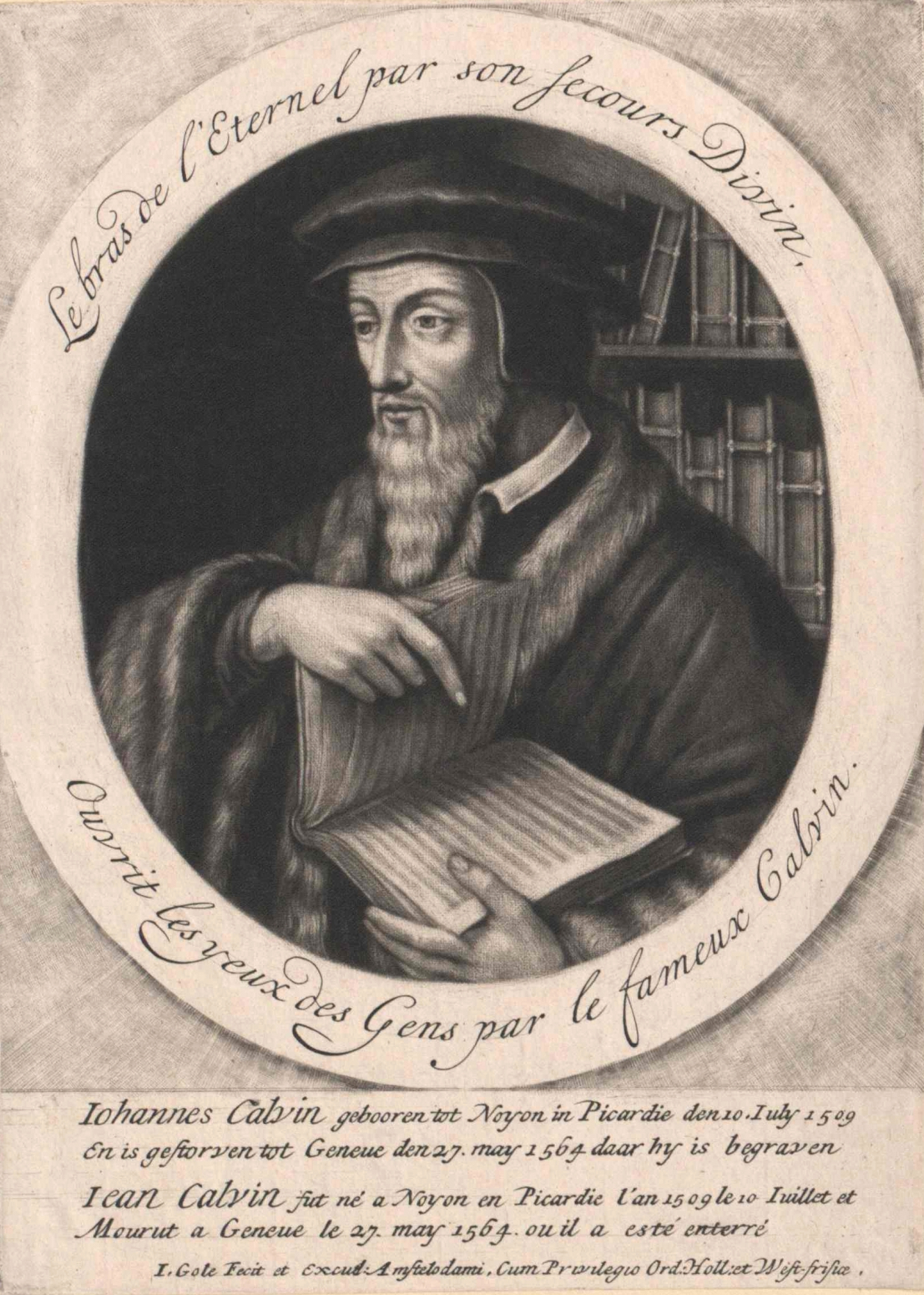
Gravura de Calvino

Segundo uma carta de 1659 enviada a Thomas Greaves por Edward Pococke, que, em suas viagens em buscas de livros para o arcebispo William Laud, conheceu Lucaris, muitos dos mais importantes manuscritos da biblioteca de Lucaris foram salvos pelo embaixador holandês, que os enviou de navio para a Holanda. Infelizmente, embora o navio tenha chegado em segurança, ele afundou no dia seguinte numa violenta tempestade com toda a sua carga.
Um dos mais conhecidos itens de sua coleção é o Codex Alexandrinus, comprado por Lucaris na cidade de Alexandria.

## Legado
A posição de Lucaris na Igreja Ortodoxa continua sendo tema de grande debate. Alguns ortodoxos aceitam o ponto de vista da maioria dos historiadores seculares de que ele era de fato um defensor do calvinismo. Outros mantém uma posição pessoal de que suas ideias foram distorcidas por seus inimigos e que ele sempre se manteve fiel às doutrinas ortodoxas.